# Anti-Kominternpact

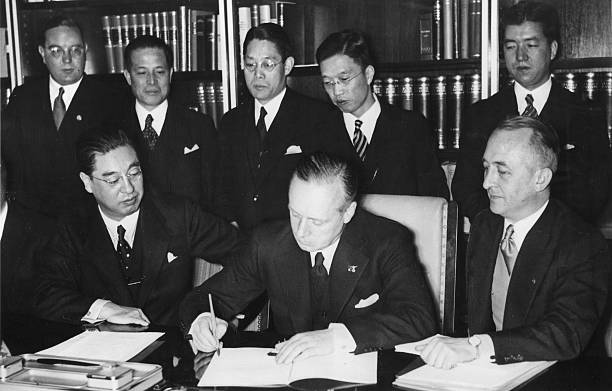
Joachim von Ribbentrop, Hitlers adviseur op vlak van buitenlandse zaken, tekent onder toeziend oog van de Japanse ambassadeur Kintomo Mushakoji het Anti-Kominternpact.

Het Anti-Kominternpact was een pact dat op 25 november 1936 door het Japanse Keizerrijk en nazi-Duitsland werd gesloten en gericht was tegen het communisme, in het bijzonder de Sovjet-Unie. In 1937 voegde Italië zich bij dit pact, gevolgd door Hongarije en Spanje in 1939. Tijdens de Tweede Wereldoorlog sloten de nieuwe leden van de asmogendheden zich aan.
Het verdrag was bedoeld, volgens de ondertekenaars, om de wereldsamenleving te beveiligen tegen het communisme. Iedere partij en ieder land dat bij het Komintern, de Communistische internationale, was aangesloten was dus bijna automatisch een vijand van Japan en Duitsland. 
In geval van een aanval door de Sovjet-Unie op Duitsland of Japan, zouden de beide landen samen beslissen wat voor maatregelen nodig waren. Daarnaast kwamen de landen overeen dat ze geen politieke verdragen zouden sluiten met de Sovjet-Unie en Duitsland erkende de Japanse vazalstaat Mantsjoekwo, die op Chinees grondgebied lag.